# هری جفرسون
هری جفرسون (انگلیسی: Harry Jefferson; ۹ مارس ۱۸۴۹ – ۲۳ ژوئن ۱۹۱۸) قایقران قایق بادبانی اهل بریتانیا بود.